# 노르뒤를란드 에이스트라
노르뒤를란드 에이스트라(아이슬란드어: Norðurland eystra)는 아이슬란드의 8지역 중 하나로 아이슬란드의 북쪽에 있다. 이 지역의 가장 큰 도시는 아퀴레이리로 17,300명의 사람이 살고 있다. 'Norðurland Eystra'라는 이름의 뜻은 '북동 지역'이란 뜻이다. 